# 온건개화파
온건개화파는 동도서기론을 주장한 조선의 개화파로 심순택, 김홍집, 김윤식, 어윤중, 신기선, 박정양, 민영익, 김종한 등이 이에 속한다. 이들은 수구파는 아니지만 급진개화파로 인해 수구당이나 사대당으로 불렸다.

## 같이 보기
- 개화당
- 사대당
- 수구당
- 급진개화파
- 갑신정변
- 김홍집
- 김윤식
- 어윤중